# Richard Eisermann

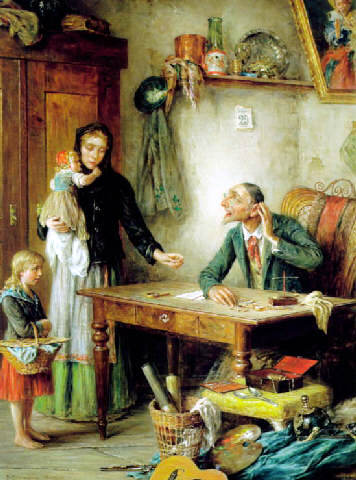
Beim Pfandleiher

Richard Eisermann der Ältere (* 20. April 1853 in Oppershausen; † 8. April 1927 in Krailling) war ein deutscher Genremaler, Vater des Richard Eisermann des Jüngeren (* 1897 Budapest).
Eisermann studierte seit dem 31. Oktober 1871 an der Königlichen Akademie der Künste in München.
Er zeigte seine Werke ab 1878 auf den Großen Berliner Kunstausstellungen, bei der Ersten Internationalen Kunstausstellung Wien 1882 und bei der Dresdner Kunstausstellung 1884.
Eisermann war von 1891 bis 1910 in Budapest und ab 1918 in Krailling bei München ansässig.